# Operculicarya hirsutissima
Operculicarya hirsutissima är en sumakväxtart som beskrevs av U. Eggli. Operculicarya hirsutissima ingår i släktet Operculicarya och familjen sumakväxter. Inga underarter finns listade i Catalogue of Life.